# Wesley Whitehouse
Wesley Whitehouse, né le 13 mars 1979 à Empangeni, est un joueur sud-africain de tennis. Il a pris la nationalité néo-zélandaise en 2015.

## Carrière junior
Vainqueur junior du tournoi de Wimbledon 1997 en finale contre Daniel Elsner (il empêche d'ailleurs ainsi Daniel Elsner de réussir un Grand Chelem sur 2 ans) et finaliste de l'Open d'Australie et de l'US Open, il termine l'année à la troisième place mondiale derrière Arnaud Di Pasquale (vainqueur de l'US Open) et Daniel Elsner (vainqueur de l'Open d'Australie).

## Carrière professionnelle
Il a remporté 8 tournois Future et atteint une finale en Challenger.
Pour son unique participation à un tournoi du Grand Chelem en double, il se hisse en huitièmes de finale du tournoi de double de Wimbledon en 1999 avec le Britannique Barry Cowan. En simple, il a joué et perdu le premier tour des qualifications en 2007. Il a remporté 6 tournois Challenger en double : Vadodara et Binghamton en 1998, Austin en 1999, Bronx et San Antonio en 2000, et Tallahassee en 2007. Il a atteint les quarts de finale du tournoi de double de Chennai en 1998.
En 2006 à Indianapolis, il bat coup sur coup ses deux premiers top 100 et les seuls de sa carrière, Justin Gimelstob no 85 et Marat Safin no 97 puis échoue contre James Blake no 6 mondial malgré le gain du premier set (7-6, 3-6, 4-6). Il a atteint à deux autres reprises le second tour du tableau principal d'un tournoi ATP : au Queen's de Londres en 2004 et à Washington en 2007.
Il arrête sa carrière professionnelle en juillet 2007 à Washington mais joue encore un tournoi Challenger en mai 2011 à Savannah aux États-Unis en simple et en double puis un tournoi Future en double en septembre 2009.